# Tadeusz Michalik
Tadeusz Michalik est un lutteur gréco-romain polonais né le 16 février 1991.

## Carrière
Il obtient une médaille de bronze en finale du Golden Grand Prix de lutte 2014 en moins de 80 kg ainsi qu'aux Championnats d'Europe de lutte 2018 à Kaspiisk en moins de 87 kg.